# آرماندو مارکیس (تیرانداز)
آرماندو مارکیس (پرتغالی: Armando Marques؛ زادهٔ ۱ مهٔ ۱۹۳۷) تیرانداز اهل پرتغال بود.
وی در مسابقات کشوری و بین‌المللی در مجموع برندهٔ ۱ مدال نقره شده‌است.